# Битка при Асфелд
Битката при Асфелд (Asfeld) се провежда през 552 г. между лангобардите и гепидите в Панония Секунда.

## Военни действия
Лангобардите, водени от крал Аудоин и принц Албоин побеждават гепидския цар Туризинд. Албоин убива по време на битката Турисмод, най-големият син на Туризинд.
Юстиниан I им помага в сключването на (временен) мирен договор.